# جامعة جورج ماسون
جامعة جورج ماسون هي جامعة أمريكية تقع في ولاية فرجينيا الأمريكية وتعتبر من الجامعات العريقة في الولايات المتحدة الأمريكية تأسست الجامعة عام 1957.

## أساتذة بارزون
- هيلون هابيلا: روائي وشاعر نيجيري.